# Rugby a 15 nel 1976

## Attività internazionale

### Incontro del Bicentenario
| Arbitro: | J. Curnow |

|              |      |                        |
| Fraumann (2) | mt   | Averous Romeu, Rousset |
|              | tr   | Romeu (3)              |
| Scott (2)    | c.p. | Romeu (5)              |

### Tour e test di metà anno
A metà anno è tradizione che le selezioni di rugby a 15, europee in particolare, ma non solo, si rechino fuori dall'Europa o nell'emisfero sud per alcuni test. Si disputano però anche molti incontri tra nazionali dello stesso emisfero Sud.
Il 1976 vede la controversa tournée degli All Blacks in Sudafrica, che provocherà il boicottaggio dei Giochi Olimpici da parte dei paesi africani.

### Test e tour di fine anno
È tradizione che a fine anno (ottobre-dicembre) si disputino una serie di incontri internazionali che gli europei chiamano "Autumn International"  e gli appassionati dell'emisfero sud "Springtime tour". In particolare le nazionali dell'emisfero Sud si recano in tour in Europa.

### Altri test
| Praga 13 gennaio 1976 | Cecoslovacchia | 54 – 0 | Germania Est |  |

| Ceske Budejovic 11 aprile 1976 | Cecoslovacchia | 28 – 6 | Bulgaria |  |

| Lilla 1976 | Francia B | 71 – 6 | Paesi Bassi |  |

| 1976 | Germania Est | 6 – 0 | Bulgaria |  |

| Hannover 1976 | Germania Ovest | 13 – 13 | Paesi Bassi |  |

| Nairobi 1976 | Kenya | 6 – 23 | Zambia |  |

| Tunisi 1976 | Tunisia | 6 – 22 | Costa d'Avorio |  |

| Montevideo 1976 | Uruguay | 0 – 47 | Argentina XV |  |

| Kingston 1976 | Giamaica | 3 – 14 | Bermuda |  |

## I Barbarians
Nel 1976 la squadra ad inviti dei Barbarians oltre a disputare i tradizionali match si è recata in tour in USA e Canada.
| Northampton 4 marzo 1976 | East Midlands | 10 – 36 | Barbarians |  |

| Melrose 4 ottobre 1976 | Melrose | 17 – 47 | Barbarians |  |

| Leicester 28 dicembre 1976 | Leicester Tigers | 12 – 8 | Barbarians | Welford Road |

## Campionati nazionali
- Africa

| Sudafrica | Currie Cup: | Orange Free State |

- Americhe

| Argentina | Camp. di Buenos Aires   | CASI                       |
| Argentina | Interprovinciale        | Buenos Aires               |
| Brasile   | Campionato:             | SPAC (SP) and Niterói (RJ) |
| Canada    | Campionato Provinciale: | British Columbia           |

- Oceania

| Nuovo Galles del Sud | Shute Shield:                   | Gordon          |
| Queensland           | Premier Rugby:                  | Teachers-Norths |
| Nuova Zelanda        | National Province Championship: | Bay of plenty   |

- Europa

| Francia          | Campionato:              | Narbonne                |
|                  | Challenge Yves du Manoir | Montferrand             |
| Galles           | Campionato:              | Pontypridd              |
|                  | WRU Challenge Cup:       | Llanelli RFC            |
| Inghilterra      | Campionato delle Contee  | Gloucestershire         |
|                  | Coppa:                   | Gosforth                |
| Irlanda          | Interprovinciale         | Ulster Leinster Munster |
| Italia           | Campionato:              | Rugby Rovigo            |
| Scozia           | Campionato:              | Hawick                  |
| Portogallo       | Portogallo (Coppa)       | Direito Cascais         |
| Romania          | Campionato:              | Farul Costanza          |
| Spagna           | Campionato:              | Cisneros Madrid         |
|                  | Copa del Rey:            | CD Arquitectura         |
| Unione Sovietica | Campionato:              | VVA                     |